# Contuboel
Contuboel é um sector na região nordeste de Guiné-Bissau com  1 550 km², está longe de Bissau, a capital, e perto da fronteira com o Senegal.

## Natureza e clima
O clima é quente e húmido. São duas estações semestrais: a chuvosa e mais quente começa em maio e vai até o final de outubro, a seca e a mais fria de novembro a maio. A precipitação diminui de sudeste para norte. devido à interferência humana, clima, solo e regimes hídricos diversos, uma grande diversidade de tipos de vegetação é encontrada na Guiné-Bissau. O conhecimento de alguns estudos anteriores e o nosso próprio trabalho de campo confirmam que a vegetação do sector de Contuboé apresenta características de transição entre a zona regional Sahel-Sudanian e a zona regional Guine-Congolian.
Algumas espécies de vegetação típica de Contuboel são bosques secos, pastagens arborizadas com árvores ou arbustos, florestas de galeria e floresta de palmeiras.

## Medicina tradicional
O acesso à assistência médica, mesmo nos principais hospitais locais visitados, era muito limitado e, na época, não havia produtos farmacêuticos ocidentais disponíveis, nem nos hospitais, nem nos postos de saúde do sector de Contuboel. O nosso contacto com cinco curandeiros tradicionais foi organizado pelo DEPA com a aceitação dos curandeiros. Quatro curandeiros Fulanin e uma curandeira do grupo tribal Mandyako foram entrevistados sobre os principais remédios tradicionais usados na terapia anti-infecção.

## Economia
Em Contuboel existem vários arrozais, os quais foram recuperados pelo projecto 'Maun na Lama' ('Mão na Lama').